# Heart of Saturday Night
The Heart of Saturday Night er Tom Waits' andet album, udgivet i 1974 på Asylum Records. Dette album anses for at være et af Waits' bedste melodiske album i hans tidlige år. Alle sange på albummet er skrevet af Tom Waits.

## Nummerliste
1. New Coat of Paint
2. San Diego Serenade
3. Semi Suite
4. Shiver Me Timbers
5. Diamonds on My Windshield
6. (Looking for) The Heart of Saturday Night
7. Fumblin' With the Blues
8. Please Call Me, Baby
9. Depot, Depot
10. Drunk on the Moon
11. The Ghosts of Saturday Night (After Hours at Napoleone's Pizza House)